# Lei Clijsters
Leo (Lei) Clijsters (Opitter, 6 november 1956 – Gruitrode, 4 januari 2009) was een Belgische voetballer en voetbaltrainer.

## Levensloop
Clijsters startte zijn carrière bij Opitter FC in Opitter. Daarna speelde hij onder andere bij Club Brugge, SK Tongeren, Patro Eisden, Thor Waterschei, KV Mechelen en Club Luik. In zijn KV Mechelen-periode, waar hij tevens aanvoerder was, was hij als verdediger ook een vaste waarde in de nationale ploeg van België en won hij in 1988 de Gouden Schoen.
Hij heeft de WK's van 1986 in Mexico en van 1990 in Italië meegemaakt. Nadien werkte hij enkele jaren als trainer bij Patro Eisden, KAA Gent, SK Lommel, KV Mechelen en Diest.
Ook bekend zijn zijn dochters Kim Clijsters en Elke Clijsters. Tijdens de succesvolle tenniscarrière van zijn dochter Kim hield hij zich vooral op de achtergrond. Nadat ze was gestopt met tennissen, pakte Clijsters de draad als trainer weer op bij KSK Tongeren. Kim hervatte overigens in 2009 haar tenniscarrière.
Op 11 januari 2008 werd gemeld dat Clijsters ongeneeslijk ziek was; later besloot hij niet langer tegen de vergevorderde kanker te vechten en de chemo-behandeling stop te zetten.
Begin juni 2008 verscheen hij nog in het openbaar met zijn toen pas getrouwde dochter Elke, haar man Jelle Van Damme, dochter Kim en man Brian Lynch ter gelegenheid van het huwelijk van Elke met Jelle.
Lei Clijsters overleed begin 2009 op tweeënvijftigjarige leeftijd aan de gevolgen van een uitgezaaide huidkanker die zijn longen had aangetast. Hij werd op 6 januari 2009 in intieme kring te Hasselt gecremeerd.

## Spelerscarrière
- 1968-1973: Opitter FC
- 1973-1975: Club Brugge
- 1975-1977: Patro Eisden
- 1977-1982: SK Tongeren
- 1982-1986: THOR Waterschei
- 1986-1992: KV Mechelen
- 1992-1993: Club Luik

## Trainerscarrière
- 1993-1994: Patro Eisden
- 1994-1997: KAA Gent
- 1998-12-1998: SK Lommel
- 1999-2000: KTH Diest
- 2000-11/2000: KV Mechelen
- 11/2000-2001: KTH Diest
- 2005-2006: Patro Eisden dames
- 10/2007-overlijden: KSK Tongeren

## Erelijst

### Club

#### KV Mechelen[1]
- Eerste Klasse: 1988–89
- Beker van België: 1986–87, 1990-91 (finalist), 1991-92 (finalist)[2]
- Europacup II: 1987-88 (winnaars)
- Europese Supercup: 1988
- Amsterdam Tournament: 1989[3]
- Joan Gamper Trophy: 1989[4]
- Jules Pappaert Cup: 1990[5]

### Internationaal
- Rode Duivels: 40 A-caps (tussen 1983 - 1991)
- FIFA Wereldkampioenschap: 1986 (vierde plaats)

### Individueel
- Gouden Schoen: 1988[6]